# اومبرتو پیناردی
اومبرتو پیناردی (به انگلیسی: Umberto Pinardi؛ زادهٔ ۲۲ مهٔ ۱۹۲۸ – درگذشتهٔ ۲۱ ژوئن ۲۰۲۵) بازیکن فوتبال اهل ایتالیا بود.

## سوابق باشگاهی
از جمله باشگاه‌هایی که وی در آن‌ها بازی کرده‌است، می‌توان به باشگاه فوتبال یوونتوس، باشگاه فوتبال کومو، باشگاه ورزشی لاتزیو و باشگاه فوتبال اودینزه اشاره کرد.

## درگذشت
پیناردی، در ۲۱ ژوئن ۲۰۲۵، در سن ۹۷ سالگی در پارما، ایتالیا درگذشت.